# أريغارون أريزوني
أريغارون أريزوني (الاسم العلمي:Erigeron arizonicus) هو نوع من النباتات يتبع جنس الأريغارون من الفصيلة النجمية.